# Annona sariffa
Annona sariffa är en kirimojaväxtart som beskrevs av William Roxburgh och August Wilhelm Eduard Theodor Henschel. Annona sariffa ingår i släktet annonor, och familjen kirimojaväxter. Inga underarter finns listade i Catalogue of Life.